# 间氨基三氟甲苯
间氨基三氟甲苯（别名3-氨基三氟甲苯、间三氟甲基苯胺）是一种芳香胺，分子式为CF3C6H4NH2。

## 用途
间氨基三氟甲苯可以用于以下化学品的生产：
1. 除草剂伏草隆（英语：fluometuron）。[2]此处的间氨基三氟甲苯可以从三氟甲苯进行硝化反应得来。
2. 氟芬那酸（英语：Flufenamic acid）
3. 吗尼氟酯（英语：Morniflumate）
4. 乌芬那酯（英语：Ufenamate）
5. 氟巴尼酯
6. 柳氟维林
7. 考芬那酯
8. 尼氟灭酸
9. 他尼氟酯